# مگس‌گیر آبی تیمور
مگس‌گیر آبی تیمور (نام علمی: Cyornis hyacinthinus) نام یک گونه از سرده مگس‌گیرهای آبی است.